# Cadlina pacifica
Cadlina pacifica is een slakkensoort uit de familie van de Cadlinidae. De wetenschappelijke naam van de soort werd voor het eerst geldig gepubliceerd in 1879 door Bergh.